# Nevěsta duchů
Nevěsta duchů (v německém originále Die Geisterbraut, psáno též Die Geister-Braut) je nedochovaná romantická opera o třech dějstvích českého skladatele Františka Škroupa (Plavec 34). Libreto napsal německý básník Ferdinand Valentin Ernst na námět povídky The Spectre Bridegroom Washingtona Irwinga. Premiéru měla dne 17. listopadu 1836 v pražském Stavovském divadle.

## Vznik a historie díla
Romantickou operu na německé libreto Nevěsta duchů napsal Škroup brzy poté, co roku 1835 dokončil kompozici české opery Libušin sňatek, ale nepodařilo se mu zajistit její provedení. Na základě dřívějšího úspěchu své německé verze Oldřicha a Boženy (1833), ke které napsal přepracované libreto pražský literát Ferdinand Valentin Ernst, se Škroup rozhodl další operu složit rovněž na slova tohoto spisovatele. Nové libreto vzniklo na námět stejnojmenné povídky (The Spectre Bridegroom) amerického spisovatele Washingtona Irwinga ze sbírky The Sketch Book of Geoffrey Crayon, Gent.. Příběh těží z dobově oblíbených "gotických" románů a povídek, ale zdánlivě nadpřirozený prvek má racionální základ.
Kritika nebyla k dílu příznivá. Považovala libreto za nešťastně zpracované,protože v prvním dějství nám jen matné záblesky umožňují pochopit děj, zatímco ve druhém a třetím dějství povětšinou předem víme, co bude následovat. Škroupova hudba – on níž kritika poznamenává, že podle všeho vzniklo celé dílo kvapně – spíše ještě zdůraznila nedostatky libreta: romantická balada o nevěstě duchů je přednášena při hodovním stole, rozsáhlé oplakávání mrtvého ženicha, kterého divák ani nepoznal, i „nevěsty duchů“, která je zcela v bezpečí, je neúčinné, stejně tak jako cituplný nářek obou tet poté, co jsou na počátku opery vykresleny komicky. Přesto byl Škroup za vícero pěkných jednotlivostí vyvoláván. O áriích se poznamenává, že je skladatel zkomponoval zcela podle moderního stylu, zakončené brilantním allegrem nebo allegrettem. Hvězdou večera byla představitelka Liutgardy Jenny Lutzerová díky vřelosti a pečlivosti svého přednesu stejně jako vkusnému a slušivému kostýmu. U obecenstva, které nedokázalo udržet trvalou pozornost již během premiéry, opera propadla. Její první provedení zůstalo i jediným. Jak libreto, tak hudba této opery jsou dnes ztraceny.

## Osoby a první obsazení
| osoba                                               | hlasový obor | premiéra (17.11.1836) |
| --------------------------------------------------- | ------------ | --------------------- |
| Hrabě von Landshorst                                | bas          | Karel Strakatý        |
| Luitgarde, jeho dcera                               | soprán       | Jenny Lutzer          |
| Elsbeth                                             | soprán       | Zounek                |
| Kunigunde                                           | mezzosoprán  | Antonie Schikaneder   |
| Rytíř Wildan                                        | tenor        | Josef Emminger        |
| Rytíř Feldek                                        | bas          | Josef Preisinger      |
| Rytíř Ambach                                        | bas          | František Brava       |
| Hrabě Hugo von Starkenberg                          | baryton      | Matyáš Podhorský      |
| Hrabě Friedrich von Starkenberg, jeho bratr         | tenor        | Carl Joseph Pöck      |
| Herrmann, Hugův syn                                 | tenor        | Friedrich Demmer      |
| Sepro, jeho zbrojnoš                                | …            | Václav Schmiller      |
| Zbrojnoš hraběte Landshorsta                        | …            | Václav Hametner       |
| Zbrojnoš hraběte Altenburga                         | …            | Hoffmann              |
| Zbrojnoši, venkované obojího pohlaví                |              |                       |
| Dirigent: František Škroup, choreograf: Johann Raab |              |                       |

## Děj opery
Hrabě z Landhorstu má dceru jménem Luitgarde, kterou ve věku, kdy stěží uměla mluvit, zaslíbil synu svého spolubojovníka a důvěrného přítele, hraběte Altenburga. Když mladý Altenburg dozrál v muže, jel si pro svou nevěstu. Hrabě Langhorst ani jeho dcera neznají ženicha osobně, ale očekávají jeho příjezd a připravují svatební hostinu; připravují se světla, nápoje a pokrmy, dvě tety strojí nevěstu. Avšak ranou osudu byl mladý Altenburg cestou k hraběti přepaden a zabit. S touto novinkou přichází mladý Starkenberg, přítel zavražděného. Je však při příchodu přivítán s jásotem a mylně pokládán za ženicha, aniž je mu dána příležitost vysvětlit, co se událo. Navíc mu učaruje Luitgardina krása. Proto nakonec předstírá, že je očekávaným ženichem, a přijímá místo u svatebního stolu.
Když se vyptává na rodinné podobizny visící na zdi, a zejména na portrét rytířské slečny v modrém, vyprávějí mu svatebčané pověst, podle které byla dcera hradního pána o půlnoci unesena duchem svého padlého ženicha a už se o ní nikdy nikdo neslyšel. Mladý Starkenberg považuje tuto pověst za podvod. Vydává se totiž za ducha mladého Altenburga a opouští vyděšenou společnost poté, co se mu podařilo smluvit si s Liutgardou půlnoční dostaveníčko.
Mladíkův strýc Friedrich jej marně varuje předtím, aby pokračoval v plánovaném únosu komtesy, tím spíše z toho důvodu, že Starkenbergové a hrabata z Landshorstu žijí v dědičném nepřátelství. Ale Liutgarda se po počátečním zdráhání nechá přemluvit k útěku. Obě tety uzří v měsíčním světle dívku utíkat s domnělým duchem a ztropí povyk. Brzy jsou i otec a celé osazenstvo hradu přesvědčení, že se opakovala historie modré rytířky.
Mezitím se podaří strýci rytíře Starkenberga nejprve smířit otce se synem a nakonec přesvědčit i hraběte Ladshorsta, aby svolil k sňatku obou mladých lidí. Právě když je hraběti písemně doložena smrt mladého Altenburga, objevuje se dcera, jež byla považována za tracenou, a k urychlení smíření znepřátelených rodů předává otci darovací listinu na hrad, který byl příčinou nesvárů mezi rodinami Landshorstů a Starkenbergů.